# For Me and My Gal
For Me and My Gal ist ein US-amerikanisches Filmmusical aus dem Jahr 1942 von Busby Berkeley mit Judy Garland, George Murphy und Gene Kelly, der mit dem Film sein Filmdebüt feierte. Der Film basiert auf einer Geschichte von Howard Emmett Rogers, die von den wahren Begebenheiten von Harry Palmer und Jo Hayden, zwei Vaudeville-Darstellern, vor und während des Ersten Weltkrieges erzählt.

## Handlung
Während der Blütezeit des Vaudeville und vor Beginn des Ersten Weltkrieges, lernen sich Jo Hayden und Harry Palmer kennen. Anfänglichst noch abgeneigt von Harry, entschließt Jo sich ihm anzuschließen, um ihren gemeinsamen Traum von einem Auftritt im Palace Theatre am Broadway wahr zu machen und anschließend zu heiraten.
Noch bevor sie ihre Träume in die Tat umsetzen können, wird Harry zum Militär eingezogen. Um der Wehrpflicht zu umgehen, bricht er sich vorsätzlich die Hand. Noch am selben Tag wird Jo über den Tod ihres Bruders informiert, der zuvor ebenfalls zum Militär eingezogen wurde. Als sie erfährt was Harry getan hat, verlässt sie ihn und das Duo Palmer & Hayden. Gedemütigt und reumütig versucht Harry sich bei verschiedenen Truppen freiwillig zu melden, wird aber aufgrund seiner permanenten Verletzung wiederholt abgelehnt. Einzig die Möglichkeit Truppen für das YMCA zu unterhalten bleibt ihn.
Während er und sein Partner gefährlich nah an der Front in einem Lager versuchen erfolglos einen Krankenwagen Convoy telefonisch zu stoppen, macht sich Harry selber auf dem Weg, um diesen zu warnen. Er wird verwundet, als er den Convoy vor Angriffen aus dem Hinterhalt schützt. Für seinen Mut wird er ausgezeichnet.
Nach dem Krieg tritt Jo während einer Siegesfeier im Palace Theatre auf und entdeckt Harry im Publikum. Gepackt von ihren Emotionen läuft sie zu ihm. Abschließend singen sie For Me and My Gal auf der Bühne.

## Hintergrund
For Me and My Gal war die erste Erwachsenenrolle für Judy Garland, die bis dahin nur in der Rolle der Jugendlichen, meist an der Seite von Mickey Rooney, zu sehen war. Ursprünglich sollte Harry Palmer mit zwei Frauen involviert sein: eine Sängerin und eine Tänzerin. Allerdings schlug Stella Adler Arthur Freed vor, die Rollen zu kombinieren und Garland die Rolle zu geben. Adler schlug ebenfalls Gene Kelly vor, der zu dem Zeitpunkt 29 Jahre alt und zuvor in Pal Joey am Broadway zu sehen war. Kellys Absicht war es, nach Vertragsende wieder zum Broadway zurückzukehren.
Judy Garland und Gene Kelly verstanden sich auf Anhieb. Sie half ihm seine Bühnenschauspielerei für die Kamera anzupassen und unterstützte ihn bei Unstimmigkeiten mit dem Regisseur Busby Berkeley, den sie nicht mochte. Kelly und Garland waren in zwei weiteren Filmen zusammen zu sehen: Der Pirat (1948) und Summer Stock (1950).
Der Film kostete schätzungsweise 803.000 US-Dollar und wurde in den MGM Studios in Culver City vom 3. April bis zum 23. Mai 1942 gedreht. Zusätzliche Szene wurden im Juni nachgedreht.
Bei der ersten Preview gefiel dem Publikum das Ende nicht, da man sich eine Wiedervereinigung zwischen Jo (Garland) und Jimmy (Murphy) erhoffte, statt mit Harry (Kelly). Daher setzte Louis B. Mayer drei weitere Drehwochen an, um Harrys Charakter der Publikumserwartung anzupassen und Murphys Anwesenheit zu reduzieren.

## Veröffentlichung und Rezeption
'For Me and My Gal' wurde am 21. Oktober 1942 in New York uraufgeführt. Am 26. November 1942 lief er in Los Angeles an. Der Film nahm $4.371.000 ein und war somit ein großer Hit desselben Jahres.
Der Film erhielt eine Oscar-Nominierung für „Beste Filmmusik“ für Roger Edens und Georgie Stoll. Zusätzlich erhielt Gene Kelly einen National Board of Review Award als „Bester Schauspieler“.